# کارلوس ریولفو
کارلوس ریولفو (انگلیسی: Carlos Riolfo؛ ۵ نوامبر ۱۹۰۵ – ۵ دسامبر ۱۹۷۸) یک بازیکن فوتبال اهل اروگوئه بود.